# Горна-Вереница
Горна-Вереница (болг. Горна Вереница, историч. Ма́ла Верница) — село в Болгарии. Находится в Монтанской области, входит в общину Монтана. Население составляет 198 человек.

## Политическая ситуация
В местном кметстве Горна-Вереница, в состав которого входит Горна-Вереница, должность кмета (старосты) исполняет Веселка Горанова Димитрова (коалиция в составе 6 партий: Новое время (НВ), Демократы за сильную Болгарию (ДСБ), ВМРО — Болгарское национальное движение, Болгарский земледельческий народный союз (БЗНС), Демократическая партия (ДП), Союз демократических сил (СДС)) по результатам выборов.
Кмет (мэр) общины Монтана — Златко Софрониев Живков (независимый) по результатам выборов.